# Mateo Pablo Díaz de Lavandero

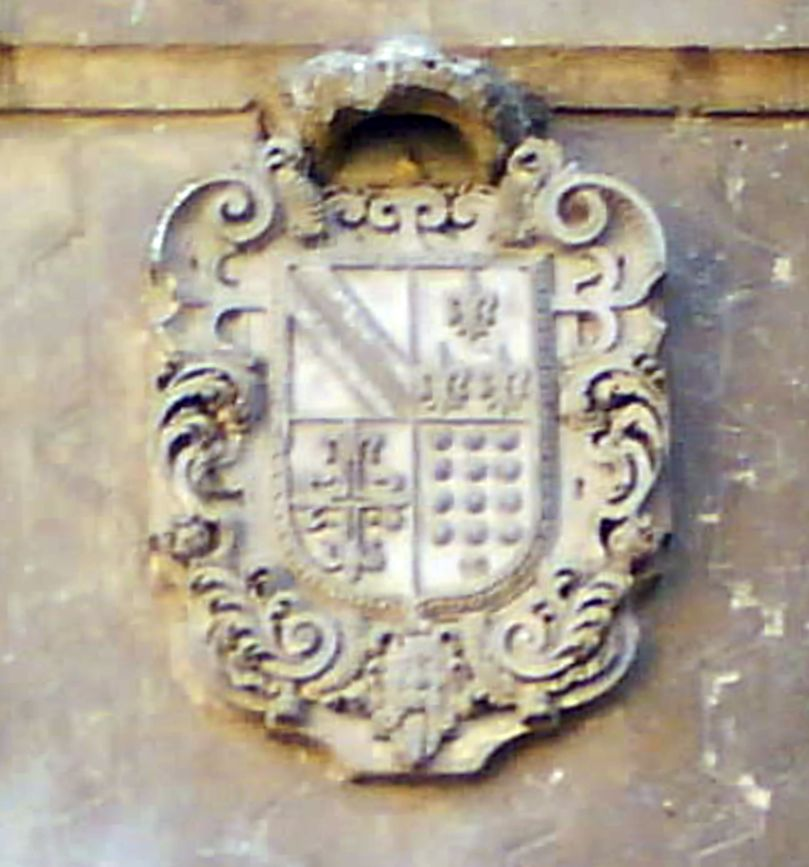
Escudo de Mateo Pablo Díaz de Lavandero, I marqués de Torrenueva, en su palacio de Sevilla.

Mateo Pablo Díaz de Lavandero y Martín (Pelahustán, Toledo, 10 de junio de 1681-Madrid, 18 de mayo de 1747), I  marqués de Torrenueva, fue un noble y funcionario español, ministro de Hacienda durante del reinado de Felipe V.  

## Biografía
Su padre, Cristóbal Díaz de Lavandero y de Pablo, era un hidalgo natural de Las Navas del Marqués, en el valle del Alberche, mientras que su madre, María Martín y Córdoba, lo era de Pelahustán, en la Sierra de San Vicente. Se instaló en Sevilla, donde contrajo matrimonio y obtuvo un cargo de caballero veinticuatro y alcalde de la Santa Hermandad. 
Marchó a la corte, obtuvo hábito de caballero de la Orden de Santiago y se empleó en puestos relacionados con la Hacienda y el Fisco, como el de tesorero mayor del Consejo de Hacienda, Administrador general de Aduanas, superintendente general de Hacienda y miembro del Consejo de Indias. El 23 de noviembre de 1736 fue nombrado ministro de Hacienda (secretario de Estado y del despacho universal de Hacienda), ocupando el cargo hasta el 10 de marzo de 1739. Durante ese periodo también fue ministro de Marina e Indias, aunque interinamente. Se le suele atribuir la creación de la moderna Hacienda española. Felipe V le concedió el título de  marqués de Torrenueva.
Mateo Pablo Díaz de Lavandero casó en Sevilla el 5 de mayo de 1709 con Manuela Petronila Urtusáustegui y Fernández Hidalgo. De este matrimonio nacieron seis hijos: María Petronila, que casó con Francisco Pescatori y Baroni, III marqués de San Andrés (título parmesano); Miguel, heredero al marquesado de Torrenueva, que casó con Teresa Pescatori y Baroni; Josefa, que casó en primeras nupcias con Lope Hurtado de Mendoza y en segundas con Diego Zárate Murga y Rojas; Luisa, que casó con Luis Urtusáustegui; Raimundo, que murió siendo niño; y finalmente Catalina, que casó con Francisco Gómez de Barreda.